# Independent fiscaal
Een independent fiscaal was een functie in de rang van opperkoopman bij vestigingen van de VOC in Azië tussen 1687 en 1719. De independent fiscaal maakte deel uit van de Politieke Raad van de vestiging, als derde in rang na de directeur en de vice-directeur (secunde). Toch viel hij niet onder het bestuur van de vestiging maar direct onder de Heren XVII, zodat hij zijn werk onafhankelijker kon uitvoeren. Zijn taak was vooral het opsporen van fraude, maar ook van particuliere handel die ten koste ging van de handel van de Compagnie, of die gebeurde met geld en goederen van de Compagnie. Hij trad daarbij ook op als officier van justitie. Hij had vrij inzicht in alle boeken en correspondentie, de kas, het laden en lossen van de bezoekende schepen en de inhoud van de pakhuizen van de vestiging. Ieder jaar stuurde hij een rapport van zijn activiteiten naar de Heren XVII. 
De functie was in 1687 ingesteld als een van de methoden om de toen slechter wordende financiële positie van de VOC te verbeteren. De independent fiscalen raakten echter verzeild in zeer uitgebreide, moeizame rechtszaken tegen vaak hooggeplaatste medewerkers die zich goed konden verdedigen. Bovendien was nooit voldoende duidelijk wat qua particuliere handel nu precies geoorloofd was en wat niet. Vaak leidden de onderzoeken van de fiscalen tot ruzie in de vestiging. Toen het na 1700 weer beter ging met de VOC werd de functie in 1711 weer afgeschaft. De laatste independent fiscaal verliet Azië in 1719. Aan de Kaap de Goede Hoop werd de functie langer gehandhaafd.

## Lijst van independent fiscalen in Azië
Ceylon
- Joannes van Ceulen (1691)
- Gijsbert Fereris (1696-1702)
- Pieter Macaré (1702-1711)

Coromandel
- George Edzard Ploos van Amstel (1689-1692)
- Cornelis Jan Simonsz (1695-1701)
- Hendrik Becker (1701-1705)
- Robert Weir (1705-1711)

Suratte
- Pieter van Helsdingen (1689-1696)
- Jean Diodati (1698-1705)
- Daniel Hurgronje (1705-1707)
- Jean Diodati (1707-1711)
- Gideon Boudaen Courten (1711-1714)

Bengalen
- Jacobus Hinlopen (1689)
- Jan de Huyser (1689-1690)
- Barend Caaskoper (1690)
- Dirk van Bleiswijck (1692-1697)
- Jacob van Hoorn (1697)
- Cornelis Boogaard (1697-1698)
- Joannes van Hengel (1701-1702)
- Joannes van der Straaten (1702-1709)
- Nicolaas d'Assonville (1709-1710)
- Joseph Loten (1710-1719)

Malakka
- Joannes van Ceulen (1689)
- Arnoldus Hackius (1691-1695)
- Arnoud van Alsem (1695-1703)
- Willem Backer Jacobsz (1703-1704)
- Mattheus van Loon (1704)
- Abraham van Kervel (1707-1712)